# Michaela Zelzer
Michaela Zelzer (* 15. Mai 1939 in Wien; † 7. Mai 2012 ebenda) war eine österreichische Altphilologin.

## Leben
Michaela Zelzer, geb. Langer, studierte an der Universität Wien Klassische Philologie (Promotion 1962 bei Rudolf Hanslik und Albin Lesky), anschließend zwei Jahre Mittellatein und Lateinische Paläographie in München bei Bernhard Bischoff und Franz Brunhölzl, und arbeitete ab dem 1. Mai 1965 bei der Kirchenväterkommission der Österreichischen Akademie der Wissenschaften, wo sie mehrere Bände des Corpus scriptorum ecclesiasticorum latinorum herausgab. Daneben wirkte sie als außerordentliche Titularprofessorin an der Universität Wien; seit 2006 war sie auch Mitglied der Accademia Ambrosiana in Milano.
Zelzers Forschungsschwerpunkte waren die lateinische Literatur der Spätantike, lateinische Paläografie und Überlieferungsgeschichte und lateinische Patristik. Gemeinsam mit ihrem Mann Klaus Zelzer verfasste sie mehrere Studien zum frühen Christentum, besonders zur Regel des Benedikt von Nursia und zu Ambrosius von Mailand. Außerdem schuf sie grundlegende kritische Editionen zu Augustinus von Hippo (1974, 2004) und Ambrosius (1982–1996).